# Diocesi di Bacata di Palestina
La diocesi di Bacata di Palestina (in latino Dioecesis Bacathena in Palaestina) è una sede soppressa del patriarcato di Gerusalemme e una sede titolare della Chiesa cattolica.

## Storia
Bacata di Palestina è un'antica sede vescovile della provincia romana della Palestina Terza nella diocesi civile d'Oriente. Faceva parte del patriarcato di Gerusalemme ed era suffraganea dell'arcidiocesi di Petra.
La sede è conosciuta con il nome di Metrocomias sive Bacathorum. Sono quattro i vescovi noti di Bacata. Alipio partecipò al sinodo di Efeso del 449. Gregorio prese parte al concilio di Gerusalemme del 518 e sottoscrisse la lettera sinodale del patriarca Giovanni di Gerusalemme contro Severo di Antiochia. Baraco è menzionato nella vita di san Saba (532) e firmò gli atti del sinodo, convocato nel 536 dal patriarca Pietro contro Antimo di Costantinopoli, che vide riuniti assieme i vescovi delle Tre Palestine. Infine Antonio ebbe un rapporto epistolare con papa Martino I (649), che lo invitava a perseverare nella fede cattolica.
Dal 1933 Bacata di Palestina è annoverata tra le sedi vescovili titolari della Chiesa cattolica; finora la sede non è mai stata assegnata.

## Cronotassi dei vescovi greci
- Alipio † (menzionato nel 449)
- Gregorio † (menzionato nel 518)
- Baraco † (prima del 532 - dopo il 536)
- Antonio † (menzionato nel 649)